# Björkäng en Smedsgård
Björkäng en Smedsgård (Zweeds: Björkäng och Smedsgård) is een småort in de gemeente Varberg in het landschap Halland en de provincie Hallands län. Het småort heeft 99 inwoners (2005) en een oppervlakte van 56 hectare. Eigenlijk bestaat het småort uit twee plaatsen: Björkäng en Smedsgård. Het småort grenst aan het Kattegat en er is een camping en een zandstrand. De bebouwing in het småort bestaat voornamelijk uit vrijstaande huizen.